# ناو جین د واین
ناو جین د واین (به انگلیسی: French cruiser Jean de Vienne) یک کشتی بود که طول آن ۱۷۹ متر (۵۸۷ فوت) بود. این کشتی در سال ۱۹۳۵ ساخته شد.